# Prohairesis
Prohairesis (en griego antiguo: προαίρεσις; traducido de diversas formas como "albedrío", "voluntad", "volición", "elección", "intención" o "elección moral") es un concepto fundamental en la filosofía  estoica de Epicteto.  Epicteto resumía este punto apuntando que muchas veces no importa cuanto uno se entrene en las capacidades oratorias que no siempre será capaz de convencer a jueces y senadores. Hay muchas cosas que no están en nuestras manos, por lo tanto no merece la pena lamentarse si no salen como uno esperaba. Aquí se trata de dar lo mejor de nosotros y focalizarnos en todo aquello que dependa de nosotros, de nuestro esfuerzo y nuestra actitud. Representa la elección involucrada en dar o negar el asentimiento a las impresiones.(phantasiai). El uso de esta palabra griega fue introducido por primera vez en la filosofía por Aristóteles en la  Ética a Nicómaco . 
Para Epicteto, es la facultad que distingue a los seres humanos de todas las demás criaturas. El concepto de prohairesis juega un papel cardinal en el  Discursos y en el  Manual: los términos "prohairesis", "prohairético", y "aprohairético" aparecen unas 168 veces.

## Explicación de Epicteto
Según Epicteto, nada se considera correctamente ni bueno ni malo, aparte de aquellas cosas que están dentro de nuestro propio poder de controlar, y lo único que está completamente en nuestro poder de controlar es nuestra propia  volición (prohairesis) que ejerce la facultad de elección que usamos para juzgar nuestras impresiones. Por ejemplo, si una persona nos dice algo crítico, no está mal; o, si se dice algo elogioso, eso no es bueno, porque tales cosas son externas y no están en nuestro poder de controlar. Al ejercer el poder de elección, es posible mantener la ecuanimidad frente a la crítica y el elogio, que es un bien moral. Por otro lado, cuando las personas se preocupan por las críticas, o se regocijan por los elogios, eso es un mal moral porque han juzgado mal sus impresiones al pensar que las cosas que no están en su poder (como la crítica o el elogio) tienen valor, y al hacerlo poner una medida de control de su propia vida en manos de otros.
La importancia de la prohairesis para Epicteto es que ejerce un poder que permite a las personas elegir cómo reaccionarán a las impresiones de manera racional:
Recuerda que lo que es insultante no es la persona que te maltrata o golpea, sino el juicio de que esas cosas son insultantes. Entonces, cuando alguien te irrita, date cuenta de que es tu propia opinión la que te ha irritado. Trata, por tanto, en primer lugar, de no dejarte llevar por la impresión; porque si una vez ganas tiempo y respiro, te resultará más fácil controlarte. 
Al ejercer su prohairesis (voluntad, volición o elección), las personas pueden elegir racionalmente cómo reaccionar ante las impresiones. Prohairesis es la facultad que distingue a los seres humanos de todas las demás criaturas. Epicteto lo define como:
1. una facultad racional capaz de utilizar las impresiones y a la que están subordinadas todas las demás facultades humanas (p. ej., `` Discursos  II.23.6-15; II.23.20-29)
2. una facultad capaz de usar impresiones y comprender su uso (por ejemplo,  Discursos  II.8.4-8)
3. una facultad autoteórica capaz de evaluar todas las demás facultades humanas (por ejemplo, "Discursos" I.1.1-13; I.17.1-3; I.20.1-6)
4. una facultad imposible de esclavizar (p. ej.,  Discursos  II.10.1; I.17.21) e imposible de subordinar (p. ej.,  Discursos  II.10.1; I.17.21; IV.1.161)